# André Boileau
Pour les articles homonymes, voir Boileau.
André Boileau, né le 30 octobre 1894 à Fresse-sur-Moselle et mort le 26 juillet 1977 dans la même ville, est un homme politique français.

## Biographie
Issu d'une famille d'exploitants forestiers de la haute vallée de la Moselle dans le département des Vosges, il a fait toute sa carrière professionnelle dans l'entreprise familiale. Pendant la Première Guerre mondiale il combat à Verdun et sur la Somme, où il est grièvement blessé en 1916 : il doit alors subir l'amputation du pied gauche.
Dans l'entre-deux-guerres André Boileau dirige l'exploitation forestière familiale. Il s'engage alors dans la vie municipale, en étant élu conseiller municipal à partir de 1935. Il devient maire de Fresse-sur-Moselle en 1953.
En 1962, le député sortant Jean-Marie Grenier ne souhaite pas se représenter pour raison de santé. L'Ardennais Christian Poncelet profite de la circonstance pour s'implanter dans la circonscription de Remiremont. Il choisit André Boileau comme suppléant et le tandem l'emporte au second tour avec 66,7 % des suffrages exprimés. 
Soucieux de ne pas cumuler les mandats, André Boileau abandonne son poste de maire. Il reste cependant premier adjoint jusqu'en 1971.
Aux Élections législatives de 1967 et 1968, Poncelet et Boileau sont facilement réélus au premier tour, avec respectivement 67,8 % et 71,4 %. Le 6 août 1972, André Boileau entre à l'Assemblée nationale à la suite de la nomination de Christian Poncelet au gouvernement mais il renonce à un nouveau mandat lors des élections de 1973, laissant alors la place au jeune Gérard Braun.